# Megadéntro
Megadéntro är en ort i Grekland.   Den ligger i prefekturen Nomós Prevézis och regionen Epirus, i den centrala delen av landet, 290 km väster om huvudstaden Aten. Megadéntro ligger 100 meter över havet och antalet invånare är 185.
Terrängen runt Megadéntro är kuperad norrut, men åt sydost är den platt. Havet är nära Megadéntro åt sydväst. Närmaste större samhälle är Kanáli, 8,3 km sydost om Megadéntro. 